# Мала Ганута
Мала Ганута (біл. вёска Малая Ганута) — село в складі Червенського району Мінської області, Білорусь. Село підпорядковане Лядівській сільській раді, розташоване в центральній частині області.